# La Vache qui chantait le futur
Pour plus de détails, voir Fiche technique et Distribution.
La Vache qui chantait le futur est un film dramatique chilien, français, américain et allemand réalisé par Francisca Alegría et sorti en 2022.

## Fiche technique
Sauf indication contraire, les informations mentionnées dans cette section peuvent être confirmées par les bases de données cinématographiques IMDb et Allociné,  présentes dans la section « Liens externes ».
- Titre original : La vaca que cantó una canción sobre el futuro
- Réalisation : Francisca Alegría
- Scénario : Francisca Alegría, Manuela Infante et Fernanda Urrejola
- Musique : Pierre Desprats
- Décors :
- Costumes :
- Photographie : Inti Briones
- Montage : Andrea Chignoli
- Son :
- Production : Tom Dercourt et Alejandra Garcia
  - Producteur exécutif : Rick Rosenthal, Nancy Stephens, Casey Bader, Bill Reedy, Emily Reedy et Christine Woodhouse
  - Producteur délégué : Pierrick Baudouin
  - Coproducteur : Bruno Bettati, Viola Fügen, Shrihari Sathe, Michael Weber et Andrés Wood
  - Producteur associé : Matías De Bourguignon, Sophie Erbs, Augusto Matte, Andreas Roald, Dan Wechsler et Jamal Zeinal Zade
  - Producteur de développement : Maya Scherr-Willson et Cécile Tollu-Polonowski
- Sociétés de production : Cinémadefacto, Wood Producciones, Match Factory Productions, Dialetic, Jirafa Films, Bord Cadre Films, Sovereign Films, Das Kleine Fernsehspiel et Whitewater Films
- Sociétés de distribution : Nour Films
- Pays de production :  Chili,  France,  États-Unis et  Allemagne
- Langue originale : espagnol
- Format : couleur — 2,35:1
- Genre : Drame
- Durée : 98 minutes
- Dates de sortie :
  - États-Unis :
    - 23 janvier 2022 (Salt Lake City)
    - 19 mai 2023 (en salles)

  - Allemagne : 24 juin 2022 (Munich)
  - Suisse : 2 juillet 2022 (Neuchâtel)
  - France : 
    - 15 novembre 2022 (Paris)
    - 26 juillet 2023 (en salles)

## Distribution
Sauf indication contraire ou complémentaire, les informations mentionnées dans cette section proviennent du générique de fin de l'œuvre audiovisuelle présentée ici.
- Leonor Varela : Cecilia
- Mía Maestro : Magdalena
- Alfredo Castro : Enrique
- Luis Dubó : Victor
- Marcial Tagle : Bernardo
- Laura Del Rio Rios : Alma
- Enzo Ferrada Rosati : Tomas